# Randers FC Support
|  | Sammenskrivningsforslag Artiklen Randers FC Support er foreslået føjet ind i Randers FC. (Siden januar 2014) Diskutér forslaget |

Randers FC Support er en fodboldfanklub,der støtter fodboldholdet Randers FC. Foreningen er godkendt af Randers FC, som en anerkendt fanklub i Danmark, men er i øvrigt en selvstændig organisation, der ledelsesmæssigt og økonomisk er uafhængig af Randers FC.
Foreningen stiftedes den i 2003, i forbindelse med oprettelsen af Randers FC. 
Foreningen har til formål, gennem arrangement af – og ved medlemmernes aktive deltagelse i – en række fritidsmæssige aktiviteter at skabe kendskab til og interesse for fodboldspillet i almindelighed og for fodboldklubben Randers FC i særdeleshed.
Randers FC Support er medlem af Danske Fodbold Fanklubber (DFF)